# Стратегічний план у сфері збереження та сталого використання біорізноманіття на 2011-2020 роки
Стратегічний план у сфері збереження та сталого використання біорізноманіття на 2011-2020 роки "Жити в гармонії з природою" затверджений Десятою нарадою Конференції Сторін Конвенції про біологічне різноманіття (Нагоя, Японія, 18-29 жовтня 2010) прийнятим Рішенням Х / 2. Стратегічний план з біорізноманіття на 2011-2020 роки та цільові завдання Айті щодо біорізноманіття.
Стратегічний план включає в себе 20 головних цільових задач на 2015 рік або 2020 рік («Цільові задачі Айті щодо біорізноманіття»), віднесених до п’яти стратегічних цілей.

## Мета
Мета Стратегічного плану з біорізноманіття на 2011-2020 роки: сприяння ефективному здійсненню Конвенції на основі стратегічного підходу, що включає спільне бачення, місію, та стратегічні цілі і задачі (Цільові задачі Айті щодо біорізноманіття), які будуть надихати всі Сторони та заінтересовані сторони до  всеосяжних дій. Стратегічний план буде також забезпечувати гнучку основу для запровадження національних і регіональних цільових задач і  для підвищення узгодженості в реалізації положень Конвенції та рішень Конференції Сторін, включаючи програми роботи та Глобальну стратегію збереження рослин, а також Нагойський протокол про доступ до генетичних ресурсів та справедливий і рівноправний розподіл вигід від їхнього використання. Він також буде служити основою для розвитку засобів комунікації, здатних привернути увагу та залучити заінтересовані сторони, тим самим сприяючи включенню питання біорізноманіття в більш широкі національні і глобальні програми. Окремий стратегічний план був прийнятий для Протоколу з біобезпеки, який буде доповнювати згаданий Стратегічний план .

## Місія
Місія Стратегічного плану полягає у «вжитті ефективних і термінових заходів для зупинки втрати біорізноманіття, з тим щоб до 2020 року екосистеми були стійкими і постійно забезпечували основні послуги, тим самим забезпечуючи різноманітність життя на планеті, вклад до добробуту людини і викорінення бідності. Для забезпечення цього, навантаження на біорізноманіття скорочується, екосистеми відновлюються, біологічні ресурси використовуються у сталий спосіб і вигоди від використання генетичних ресурсів спільно розподіляються на справедливій і рівноправній основі; адекватні фінансові ресурси надаються, потенціал зміцнюється, враховуються питання біорізноманіття та його цінність, ефективно впроваджуються відповідні політики та прийняття рішень відбувається на основі надійних наукових даних і обережного підходу».

## Цільові задачі Айті

### Стратегічна ціль А. Боротьба з основними причинами втрати біорізноманіття шляхом включення питання біорізноманіття у діяльність уряду та суспільства
Цільова задача 1
До 2020 року люди обізнані про цінність біорізноманіття та про кроки, які вони можуть здійснити для того, щодо зберігати та використовувати його у сталий спосіб.

Цільова задача 2
До 2020 року питання цінності біорізноманіття інтегроване у національні та місцеві стратегії розвитку і зменшення бідності та процеси планування, де це можливо, у фінансові та звітні системи.
Цільова задача 3
До 2020 року стимули, включаючи шкідливі субсидії знищено, відкладено або реформовано для мінімізації негативного впливу, та позитивні стимули для збереження і сталого використання розроблено та застосовано відповідно до Конвенції та інших міжнародних угод, враховуючи національні соціально-економічні умови.
Цільова задача 4
До 2020 уряди, бізнес та заінтересовані сторони на всіх рівнях вжили заходів для досягнення або впровадили плани сталого виробництва і споживання та не допускали перевищення екологічно безпечних лімітів використання природних ресурсів.

### Стратегічна ціль В. Зменшення прямого тиску на біорізноманіття та сприяння сталому використанню
Цільова задача 5
До 2020 року рівень втрати природних середовищ існування, включаючи ліси  зменшився принаймні наполовину або, де це можливо, зведений практично до нуля, та деградація і фрагментація значно зменшені.
Цільова задача 6
До 2020 року регулювання та промисел всіх запасів риби, безхребетних видів та водних рослин здійснювалися у  сталий спосіб, законно та із застосуванням екосистемного підходу для уникнення надмірного вилову; плани відновлення та заходи впроваджуються для всіх збіднених видів; рибальство не має значного негативного впливу на види, яким загрожує зникнення, на  вразливі екосистеми; та вплив рибальства на запаси, види та екосистеми не перевищує  безпечні екологічні ліміти. 
Цільова задача 7
До 2020 року території, зайняті під сільське господарство, аквакультуру та лісівництво управлялися у сталий спосіб, забезпечуючи збереження біорізноманіття 
Цільова задача 8
До 2020 року забруднення навколишнього середовища, у тому числі від надлишку біогенних речовин, доведено до рівнів, які не наносять шкоди функціонуванню екосистем та біорізноманіття. 
Цільова задача 9
До 2020 року інвазивні чужорідні види та шляхи їх поширення виявлені, визначено їх пріоритетність, пріоритетні види знаходяться під контролем або знищені, і вживаються заходи управління шляхами для запобігання їх введення та укорінення.
Цільова задача 10
До 2015 року численні антропогенні навантаження на коралові рифи та інші вразливі екосистеми, що зазнали впливу від зміни клімату або підкислення океану, зведені до мінімуму, з тим щоб зберігати їх цілісність і функціонування.

### Стратегічна ціль С. Поліпшення статусу біорізноманіття шляхом збереження екосистем, видів та генетичного різноманіття
Цільова задача 11
До 2020 року принаймні 17% наземних екосистем і екосистем внутрішніх вод та 10% прибережених і морських територій, особливо території, цінні для біорізноманіття та екосистемних послуг, зберігаються завдяки встановленню екологічно репрезентативної і добре поєднаної системи природоохоронних територій та іншим заходам щодо збереження, та інтегровані у ширші морські та наземні ландшафти
Цільова задача 12
До 2020 року припинено зникнення відомих видів, яким загрожує знищення, їх природоохоронний статус, особливо тих, чисельність яких зменшується, поліпшено та підтримано.
Цільова задача 13
До 2012 року генетичне різноманіття культурних рослин та одомашнених тварин і диких родичів, у тому числі інших соціально-економічно, а також культурно цінних видів, зберігається; стратегії розроблено та впроваджено для мінімізації генетичної ерозії і збереження їх генетичного різноманіття.

### Стратегічна ціль D. Збільшення вигід, що забезпечують біорізноманіття та екосистемні послуги, для всіх людей
Цільова задача 14
До 2020 екосистеми, які забезпечують основні послуги, включаючи послуги, пов'язані з водою, і роблять внесок у здоров'я, благополуччя і добробут, будуть відновлені і захищені, з урахуванням потреб жінок, корінних і місцевих громад, і бідних та вразливих.
Цільова задача 15
До 2020 року підвищені стійкість екосистем і внесок біорізноманіття до накопичення вуглецю, шляхом збереження та відновлення, включаючи відновлення, принаймні 15 відсотків деградованих екосистем, сприяючи тим самим пом'якшенню наслідків зміни клімату та адаптації до неї, а також боротьби з опустелюванням.
Цільова задача 16
До 2020 року Нагойський протокол про доступ до генетичних ресурсів та справедливий і рівноправний розподіл вигід від їхнього використання набрав чинності та функціонує відповідно до національного законодавства.

### Стратегічна ціль Е. Посилення впровадження шляхом суспільного планування, управління знаннями та розбудови потенціалу
Цільова задача 17
До 2015 року кожна Сторона розробила, прийняла як інструмент політики та розпочала впроваджувати ефективні та оновлені  спільні стратегії та плани дій з біорізноманіття.
Цільова задача 18 
До 2020 року традиційні знання, нововведення і практики корінних і місцевих громад, що мають значення для збереження і сталого використання біорізноманіття, і їхні традиційні способи використання біологічних ресурсів, враховуються, відповідно до національного законодавства та відповідних міжнародних зобов'язань, і повністю інтегровані і відображені в реалізації Конвенції шляхом повної і ефективної участі корінних і місцевих громад, на всіх відповідних рівнях.
Цільова задача 19 
До 2020 року удосконалені, широко розповсюджуються, передаються та застосовуються знання, наукова база та технології, що відносяться до біорізноманіття, його цінності, функціонування, статусу, тенденцій та наслідків його втрати.
Цільова задача 20
До 2020 року повинна істотно зрости, у порівнянні з нинішніми рівнями, мобілізація фінансових ресурсів для ефективної реалізації Стратегічного плану з усіх джерел, і відповідно до консолідованого і узгодженого процесу в Стратегії мобілізації ресурсів. Ця цільова задача буде предметом змін відповідно до оцінки потреб у ресурсах, які повинні бути розроблені і представлені Сторонами.